# Distrikt Ranrahirca
Der Distrikt Ranrahirca liegt in der Provinz Yungay in der Region Ancash in West-Peru. Der am 15. Oktober 1941 gegründete Distrikt hat eine Fläche von 21,7 km². Beim Zensus 2017 wurden 2899 Einwohner gezählt. Im Jahr 1993 lag die Einwohnerzahl bei 3103, im Jahr 2007 bei 2818. Verwaltungssitz ist die im Hochtal Callejón de Huaylas am rechten Ufer des Río Santa auf einer Höhe von 2475 m gelegene Ortschaft Ranrahirca mit 1077 Einwohnern (Stand 2017). Ranrahirca liegt 4,5 km südsüdöstlich der Provinzhauptstadt Yungay.

## Geographische Lage
Der Distrikt Ranrahirca befindet sich zentral in der Provinz Yungay. Er liegt am rechten Flussufer des in Richtung Nordnordwest strömenden Río Santa. Im Osten reicht der Distrikt bis an die Westflanke der Cordillera Blanca mit Höhen von bis zu 4000 m.
Der Distrikt Ranrahirca grenzt im Südwesten an den Distrikt Matacoto, im Norden an den Distrikt Yungay sowie im Süden an den Distrikt Mancos.

## Ortschaften
Im Distrikt gibt es neben dem Hauptort Ranrahirca folgende Ortschaften:
- Apachico (Anexo)
- Arhuay (Anexo de caserío de Encayoc)
- Cajapampa (Estancia)
- Cochapampa (Caserío)
- Encayoc (Caserío)
- Independencia (Anexo)
- La Florida (Anexo)
- Llecllish (Anexo)
- Monte Bello (Anexo)
- Oculluqui Ruri (Anexo)
- Ranrahirca Alto (Anexo)
- Ranrapunta (Unid. Agropecuaria)
- Soledad (Anexo)
- Uchucoto (Anexo)